# Daniel Elfrith
Daniel Elfrith (fl. 1607 - 1641) est un corsaire, colon et marchand d’esclaves anglais du XVIIe siècle. Basé aux Bermudes, Elfrith participe à des expéditions contre des intérêts espagnols. Il est particulièrement connu pour avoir capturé des navires négriers en route pour les colonies espagnoles dans la Caraïbe et pour avoir fait le commerce d’esclaves avec des colonies rivales.
Elfrith et son partenaire John Jupe sont les premiers à être arrivés dans la Colonie de Virginie pour y vendre des esclaves. John Juppe devance Elfrith de quatre jours et vend les premiers esclaves africains dans les colonies américaines, en échange de provisions. À son arrivée, Elfrith fait l’objet de controverses et se voit contraint de faire demi-tour.
Elfrith est aussi, avec Sussex Camock, l’un des premiers Anglais à découvrir et, plus tard, prendre part à l’établissement d’une colonie sur l'île de la Providence en 1629. La fille d’Elfrith épousera Philip Bell, qui deviendra le premier gouverneur de l’île et sera aussi plus tard gouverneur de la Barbade. Elfrith finira par devenir amiral des forces de l'île de la Providence.

## Biographie

### Ses débuts
Dès 1607, Elfrith exerce son activité de corsaire dans la mer des Caraïbes. Vers le milieu de l’année 1613, Elfrith arrive aux Bermudes, alors en proie à la famine, avec un navire espagnol rempli de grains qu’il a capturé. Comme l’Angleterre et l’Espagne n’étaient pas en guerre à ce moment, cette capture aurait dû être considérée comme un acte de piraterie. Toutefois, ceci sera ignoré par la colonie.
Par ailleurs, des rats noirs sont présents sur le navire et s’échappent pendant que le grain est débarqué dans un port près de Saint George. Ils se reproduisent rapidement et envahissent les palmiers ainsi que les toits de chaume des habitations, des églises et des entrepôts. Ils détruisent les coraux, ils mangent les réserves de maïs et de blé ainsi que les plantations des colons. Malgré tous les efforts déployés pour les exterminer, notamment l’utilisation de pièges, des chiens de chasse et de chats relâchés dans la nature, la colonie sera la proie des rats pendant des années avant que les colons ne parviennent à reprendre le contrôle de la situation.
Au début de l’année 1618, Elfrith est engagé par Sir Robert Rich, 4e baron De La Warr, et d’autres pour prendre le commandement du Treasurer et partir en expédition dans la Caraïbe. Ses commanditaires parviennent à lui obtenir une lettre de marque de Charles Emmanuel I, duc de Savoie, par l’intermédiaire de son ambassadeur en Angleterre, le comte Scarnafissi. Elfrith quitte l’Angleterre entre fin avril et début mai 1618. Il arrive dans la Colonie de Virginie peu après Henry Spelman, commandant le Neptune. Les deux navires auraient apporté la dysenterie, alors inconnue, dans la colonie, qui sera en proie à une épidémie. Cinq ans plus tard, un procès aura lieu devant la cour de l’amirauté au cours duquel le Comte de Warwick sera accusé par Edward Brewster et d’autres colons d’avoir équipé le Neptune et le Treasurer d’armes et de munitions, au lieu de les charger en provisions et matériels, comme le matériel de pêche qu’on leur avait promis, qui manquaient alors dans la colonie.
A la mi-juillet 1619, John Jupe, commandant du White Lion, et Elfrith capturent le navire négrier portugais le Sao Joao Bautista, qui transporte 370 Angolais faits prisonniers à Luanda. Les deux corsaires ont intercepté le navire alors qui faisait route vers Veracruz et sont repartis avec au moins 200 esclaves. Elfrith en transporte la majorité, son navire étant plus grand, alors que John Jupe prend moins de 30 hommes et femmes sur le sien. Les deux corsaires se rendent alors à la Colonie de Virginie, alors gouvernée par Samuel Argall et connue pour être un refuge pour les corsaires anglais. John Jupe atteint la colonie le premier, quatre jours avant Elfrith, et y vend tous ses esclaves. Elfrith connaît moins de succès à son arrivée. En effet, Charles Emmanuel I a fait la paix avec l’Espagne, invalidant la lettre de marque délivrée à Elfrith, d’une part, et d’autre part le gouverneur Samuel Argall a été remplacé par Edwyn Sandys, un rival du Comte de Warwick. Elfrith quitte rapidement la colonie et repart aux Bermudes, où les esclaves seront mis au travail sur la propriété du Comte de Warwick.

### La découverte des îles de San Andrés et de la Providence
Plus tard, en 1625, Elfrith, capitaine du Robert, est en expédition avec Sussex Camock, capitaine du trois-mâts barque Warwicke and Somer Ilands. Les deux capitaines découvrent deux îles à 100 milles de la Côte des Mosquitos, séparées de 50 milles l’une de l’autre : l'île de la Providence en 1629 et San Andrés. Sussex Camock débarque avec 30 de ses hommes pour explorer et défendre San Andrés, pendant qu’Elfrith retourner aussi vite que possible à bord du Warwicke and Somer Ilands afin d’apporter la nouvelle en Angleterre. Peu après, une camp anglais est établi dans le Cabo Gracias a Dios.
En route pour l’Angleterre, Elfrith passe par les Bermudes, où il a des propriétés et dont le gouverneur est son beau-fils, Philippe Bel. Les deux hommes comprennent le potentiel de l’île de la Providence, « au cœur des Caraïbes et dans la bouche des Espagnols ». Philippe Bel envoie, par l’intermédiaire de Elfrith, une lettre à Sir Nathaniel Rich, homme d’affaires et cousin du Comte de Warwick. Il lui assure que, bien qu’elle soit à la portée des attaques espagnoles, l’île deviendra invincible une fois fortifiée. Il lui indique également que San Andrés serait plus propice à l’agriculture et ne sera jamais aussi forte que l’autre île. La Compagnie des îles de la Providence est créée.
En 1631, Elfrith est nommé amiral des forces militaires de l’île de la Providence puis est nommé à la tête de fort Black Rock en 1632. Il commande l’ensemble des forces militaires pendant plus de sept ans. Pendant cette période, il sert également de guide à d’autres corsaires et navigateurs s’aventurant dans les Caraïbes. Dès 1631, il les avertit des endroits où les navires anglais pourraient être attaqués par des indigènes ou des esclaves qui se sont évadés, notamment près de la Dominique et Trujilo.
Toutefois, Elfrith n’est pas en harmonie avec les colons de l’île de la Providence. Beaucoup écrivent à leurs proches en Angleterre pour leur faire part de son imprudence qui, selon eux, met la colonie en danger. En 1631, Elfrith part pour une expédition illicite vers le Cabo Gracias a Dios au cours de laquelle il prend le contrôle d’une frégate espagnole et laisse une pinasse en échange, exposant alors l’île de la Providence aux représailles alors que les fortifications ne sont pas terminées. Il se pourrait qu’Elfrith ait délibérément provoqué les Espagnols, en espérant des représailles qui lui auraient permis d’obtenir des lettres de marque. Plus tard, il invite le corsaire Diego El Mulato, qui avait navigué avec le célèbre corsaire hollandais Piet Hein, à visiter la colonie et, par la même occasion, voir ses défenses. Cette visite inquiète les colons et la Compagnie des îles de la Providence, qui craignent de voir leur colonie ouverte aux activités des corsaires et donc attirer les foudres des Espagnols.
Afin d’apaiser les tensions avec la Compagnie des îles de la Providence, Elfrith leur envoie un manuscrit décrivant les littoraux et les itinéraires de navigation dans les Caraïbes, considéré comme particulièrement précis par les éditeurs et cartographes modernes. Ce manuscrit inclut notamment les itinéraires d’approche de la Côte des Mosquitos et de la baie de Trujilo, nécessaires à la réalisation des développements futurs voulus par les investisseurs de la Compagnie des îles de la Providence.
En 1632, le ton monte entre Elfrith et Samuel Axe, corsaire hollandais, expert en fortifications et commandant de l’autre fort de l’île de la Providence, le fort Warwick. Les deux hommes ne s’entendent pas sur l’intérêt stratégique du fort Warwick. Le conflit qui les oppose trouve ses origines dans la première récolte de tabac sur l’île. La Compagnie des îles de la Providence aurait mentionné que cette première récolte devraient être répartie entre Elfrith, Samuel Axe et Philippe Bell, pour les récompenser de leurs efforts dans la création de la colonie. Samuel Axe n’aurait pas été satisfait de la portion qui lui revenait. Il finira par quitter l’île.

### La fin de sa carrière
En 1636, la Compagnie des îles de la Providence décidé de nommer un nouveau gouverneur, Robert Hunt, et de distribuer à nouveau des lettres de marque. Elfrith reprend alors ses activités de corsaire.
En avril 1638, Nathaniel Butler prend la place de Robert Hunt comme gouverneur et celui-ci est nommé commandant du fort Black Rock à la place d’Elfirth.
Elfrith continue d’exercer ses activités de corsaire jusqu’en 1641.

## Sources
- (en) Cet article est partiellement ou en totalité issu de l’article de Wikipédia en anglais intitulé « Daniel Elfrith » (voir la liste des auteurs).